# Kiria
Kiria (gr. Κύρια, Kýria) – wieś w północno-wschodniej Grecji, w administracji zdecentralizowanej Macedonia-Tracja, w regionie Macedonia Wschodnia i Tracja, w jednostce regionalnej Drama, w gminie Doksato. W 2011 roku liczyła 1330 mieszkańców.